# Gecarcoidea natalis
Gecarcoidea natalis är en landlevande röd krabba som är endemisk för Julön i Indiska oceanen. Krabban är känd för de årliga vandringar som individerna gör mellan öns skogar där de vanligen lever och havsstranden där de fortplantar sig.
Uppskattningsvis fanns det tidigare så många som upp till 120 miljoner krabbor på ön, men sedan populationen av den från Afrika introducerade myran Anoplolepis gracilipes kraftigt började öka under 1990-talet har 15–20 miljoner krabbor dödats av myrorna. Krabbor som vandrar riskerar också att dödas då de korsar vägar och järnvägar, och på vissa ställen har man byggt ekodukter specialanpassade för krabborna.
Trots att Julön idag är känd för dessa krabbors spektakulära massvandringar nämns krabbornas förekomst på ön knappt alls av dess tidigaste invånare. Det är möjligt att krabbans påfallande stora population delvis kan bero på utrotandet av den för Julön endemiska råttan Rattus macleari 1903, vilken tidigare kan ha hållit krabbans population nere.
Krabborna når som fullvuxna en storlek på upp till 116 millimeter mätt över ryggskölden. Hanarna blir vanligen något större än honorna. Klorna är vanligen lika stora, om inte en klo skadas eller förlorats och en ny håller på att växa ut. Honorna har mindre klor än hanarna. Efter tredje levnadsåret får honorna bredare bakkropp än hanarna. Krabbornas föda består främst av löv och blommor som fallit ner på marken, men ibland även av andra djur. Detta kan inkludera andra krabbor, om de exempelvis hittar dem döda.
Hannar når först till stranden och de gräver enkla bon. Sedan sker parningen och honan bevakar sina ägg tills ungarna kläcks. Larverna lever i havet och endast ett fåtal överlever. Efter ungefär en månad är de full utvecklade och vandrar till skogarna.